# برناردو أوهيغينز
برناردو أوهيغينز ريكيلمي (بالإسبانية: Bernardo O'Higgins Riquelme)‏ (1778 – 1842) هو أحد أهم القادة في النضال التشيلي من أجل الاستقلال ورئيس أول حكومة وطنية دائمة في تشيلي.

## بدايات حياته
برناردو هو الابن غير الشرعي لحاكم تشيلي الأيرلندي أمبروزيو أوهيغينز بين عامي 1788 – 96. وولد في تشيلان في 20 أغسطس 1778. تعلم في إنكلترا وأمضى فترة في إسبانيا، ثم عاش في هدوء في بيته في تشيلي حتى اندلعت الثورة.

## الثورة التشيلية
انضم أوهيغينز إلى الحزب الوطني الذي قاده خوان مارتينيز دي روزاس، وأظهر نفسه في بداية الحرب في قتاله ضد القوات الملكية التي أرسلت من البيرو، وتم تعيينه في نوفمبر 1813 ليخلف خوسيه ميغيل كاريرا في قيادته للقوات الوطنية. تلى ذلك التنافس والعداوة بين الاثنين، ورغم أن أوهيغينز قدم عرضا ليحارب تحت إمرة كاريرا، فقد انتهى النزاع بأن أقصي أوهيغينز من جموع القوات التشيلية في معركة رانكاغوا عام 1814. فر أوهيغينز مع أغلب الوطنيين عبر الأنديز إلى ميندوزا، حيث كان الجنرال خوسيه دي سان مارتين يحضر قوة لتحرير تشيلي. انضم سان مارتين لحملة أوهيغينز ضد كاريرا، وسلّم أوهيغينز بتفوق سان مارتين وخبرته، فوافق على القتال تحت إمرته. وساهم إخلاصه وعزمه في تنظيم الجيش الوطني تحت إمرة سان مارتين، وكذلك في نقله عبر الأنديز وهزيمة الملكيين في تشاكابوكو (1817) ومايبو (1818).

## الرئاسة
بعد معركة تشاكابوكو اؤتمن أوهيغينز على إدارة تشيلي، وأدار البلاد بحزم وحافظ على علاقات طيبة مع الأرجنتين، وتعاون بإخلاص مع سان مارتين في تحضيره لغزو البيرو، كما وحاول وسط الأزمات أن يحسن معيشة الشعب. وبعد الإطاحة بالسيطرة الأسبانية على بيرو، ارتاح التشيليون من أي مخاوف بالهجوم عليهم، وبدؤوا يطالبون بإقامة حكومة دستورية. وحاول أوهيغينز في البداية المحافظة على مركزه بدعوته للكونغرس إقامة دستور يمنحه سلطات دكتاتورية. لكن السخط الشعبي ضده تحول إلى نزاع مسلح؛ فقد قامت انتفاضات في كونثبثيون وكوكيمبو، وفي 28 يناير 1823 استقال أوهيغينز من منصبه كحاكم عام دون أن يحاول التمسك به بالقوة. وتقاعد في البيرو حيث منح أملاكا هناك وعاش في هدوء حتى وفاته في 24 أكتوبر 1842 عن 64 عاما.

## مقالات أخرى
- حياة أوهيغينز Vida de O'Higgins بقلم بنخامين فيكونيا ماكينا (سانتياغو، 1882).
- ديكتاتورية أوهيغينز La Dictadura de O'Higgins بقلم ميغيل لويس أرموناتيغي (سانتياغو، 1853).
- قاموس السير التشيلية 1550 – 1887 Diccionario biogrdfico de Chile بقلم بيدرو بابلو فيغيروا (سانتياغو، 1882).
- سير مختصرة للرجال المشهورين في تشيلي Rasgos biogrdficos de hombres notables de Chile بقلم خوسيه برناردو سواريز (فالباريسو، 1886).

## روابط خارجية
- برناردو أوهيغينز على موقع الموسوعة البريطانية (الإنجليزية)
- برناردو أوهيغينز على موقع إن إن دي بي (الإنجليزية)